# Joux-la-Ville
Joux-la-Ville es una localidad y comuna francesa situada en la región de Borgoña, departamento de Yonne, en el distrito de Avallon y cantón de L'Isle-sur-Serein.

## Demografía
| 1131 | 1169 | 1202 | 1245 | 1186 | 1160 | 1173 | 1189 | 1151 | 1182 | 1191 | 1143 | 1141 | 1093 | 1111 | 1097 | 1080 | 1017 | 949 | 909 | 710 | 660 | 613 | 565 | 578 | 537 | 495 | 505 | 470 | 438 | 473 | 1068 | 1160 |
| Para los censos de 1962 a 1999 la población legal corresponde a la población sin duplicidades (Fuente: INSEE [Consultar]) |      |      |      |      |      |      |      |      |      |      |      |      |      |      |      |      |      |     |     |     |     |     |     |     |     |     |     |     |     |     |      |      |

Gráfico de evolución demográfica de la comuna desde 1793